# Радус-Зенькович Віктор Олексійович
Віктор Олексійович Радус-Зенькович (рос. Виктор Алексеевич Радус-Зенькович; 12 січня 1878 — 4 жовтня 1967) — радянський партійний і державний діяч, голова Ради народних комісарів Киргизької (Казакської) АРСР у 1920—1921 роках. Член Центральної контрольної комісії ВКП(б) у 1923—1930 роках, кандидат у члени Президії ЦКК ВКП(б) у 1925—1930 роках.

## Життєпис
Навчався в Московському університеті, втім не закінчив його. 1898 року вступив до лав РСДРП. Перебував на партійній роботі в Миколаєві, Баку, Москві, Петербурзі, Гельсінгфорсі. 1898 року був заарештований і засуджений до заслання, за рік був звільнений. 1902 року його знов заарештували й засудили до трирічного заслання до Іркутської губернії, у серпні того ж року він утік. До 1903 року перебував в еміграції у Швейцарії. Після цього повернувся до Росії, де в березні 1904 року знову був заарештований, наступного року звільнений, і знову заарештований 1906. Потім, до 1907 року, служив у російській армії. 1908 року в черговий раз був заарештований і засуджений до 6 років каторги (відбував покарання в Бутирській в'язниці). 1913 року знову був засланий до Іркутської губернії. В березні 1917 року потрапив під амністію та був звільнений.
У 1917—1918 роках був членом виконавчого комітету Саратовської ради, комісаром з друку того ж виконавчого комітету, редактором саратовських соціалістичних газет. Після цього отримав пост заступника народного комісара праці РРФСР. 1919 року обіймав посаду завідувача агітаційно-пропагандистського відділу Саратовського губернського комітету РКП(б), того ж року очолив виконком Саратовської губернської ради. Від 1919 до 1920 року був головою Саратовського губернського революційного комітету. 1920 року зайняв пост голови Революційної військової ради 2-ї Поволзької трудової армії.
Від серпня 1920 до 1922 року працював у Середній Азії, обіймав посади члена Киргизького обласного бюро ЦК РКП(б) (1920—1922), голови Киргизького революційного комітету, голови Ради народних комісарів Киргизької АРСР.
1922 року зайняв пост прокурора РРФСР із загальних питань. Від 1925 до 1927 року обіймав посаду народного комісара Робітничо-селянської інспекції Білоруської РСР і голови ЦКК КП(б) Білорусі. У 1930—1933 роках обіймав посаду заступника народного комісара праці РРФСР. Після того, до 1937, очолював ЦК Союзу працівників зв'язку. У 1938—1940 роках займав пост начальника музейно-краєзнавчого управління Народного комісаріату просвіти СРСР. Від 1940 року працював в Інституті Маркса-Енгельса-Леніна-Сталіна при ЦК ВКП(б) (потім — КПРС).
Від 1956 року на пенсії.